# Alla Darovannaia
Alla Darovannaia (n. 15 octombrie 1964) este o economistă din Republica Moldova, doctor în economie, deputat în legislaturile 2019-2021 și 2021-2025 ale Parlamentului Republicii Moldova, reprezentantă a Partidului Socialiștilor din Republica Moldova (PSRM).

## Biografie
Alla Darovannaia este doctor în economie. A ținut cursuri la Academia de Studii Economice a Moldovei, Universitatea de Studii Umanistice din Moldova și Academia de Transporturi, Informatică și Comunicații. În anii 1995-1999, a lucrat la Bursa de Valori a Moldovei ca directoare a Departamentului marketing, listing și cotare. În 1999-2000 a fost specialistă principală în Departamentul valori mobiliare a unei bănci comerciale, apoi în 2000-2001 șefa Departamentului audit la un SRL.

### Activitate politică
La Partidul Socialiștilor din Republica Moldova s-a angajat în 2018 în calitate de coordonatoare de proiecte.
A candidat cu numărul 28 pe lista PSRM la alegerile parlamentare din 2019, dar nu a acces imediat în parlament. A obținut fotoliul de deputat în calitate de candidat supleant mai târziu în același an, la 12 septembrie.
La alegerile parlamentare din 2021 a candidat cu numărul 20 pe lista Blocului Comuniștilor și Socialiștilor (BCS), din partea PSRM, și a continuat să activeze ca deputat.
În februarie 2021, Alla Darovannaia a cerut, împreună cu colegul său Vladimir Odnostalco, anularea diplomei de master a Alei Nemerenco, pe atunci Consilier al Președintelui Republicii Moldova în domeniul sănătății. Instanța de judecată a obligat-o să-și retragă acuzațiile, să-și ceară scuze publice și să achite prejudiciul cauzat lui Nemerenco. Actualmente, dosarul este pe rol la CSJ și numește o decizie finală.